# 米倉山太陽光発電所

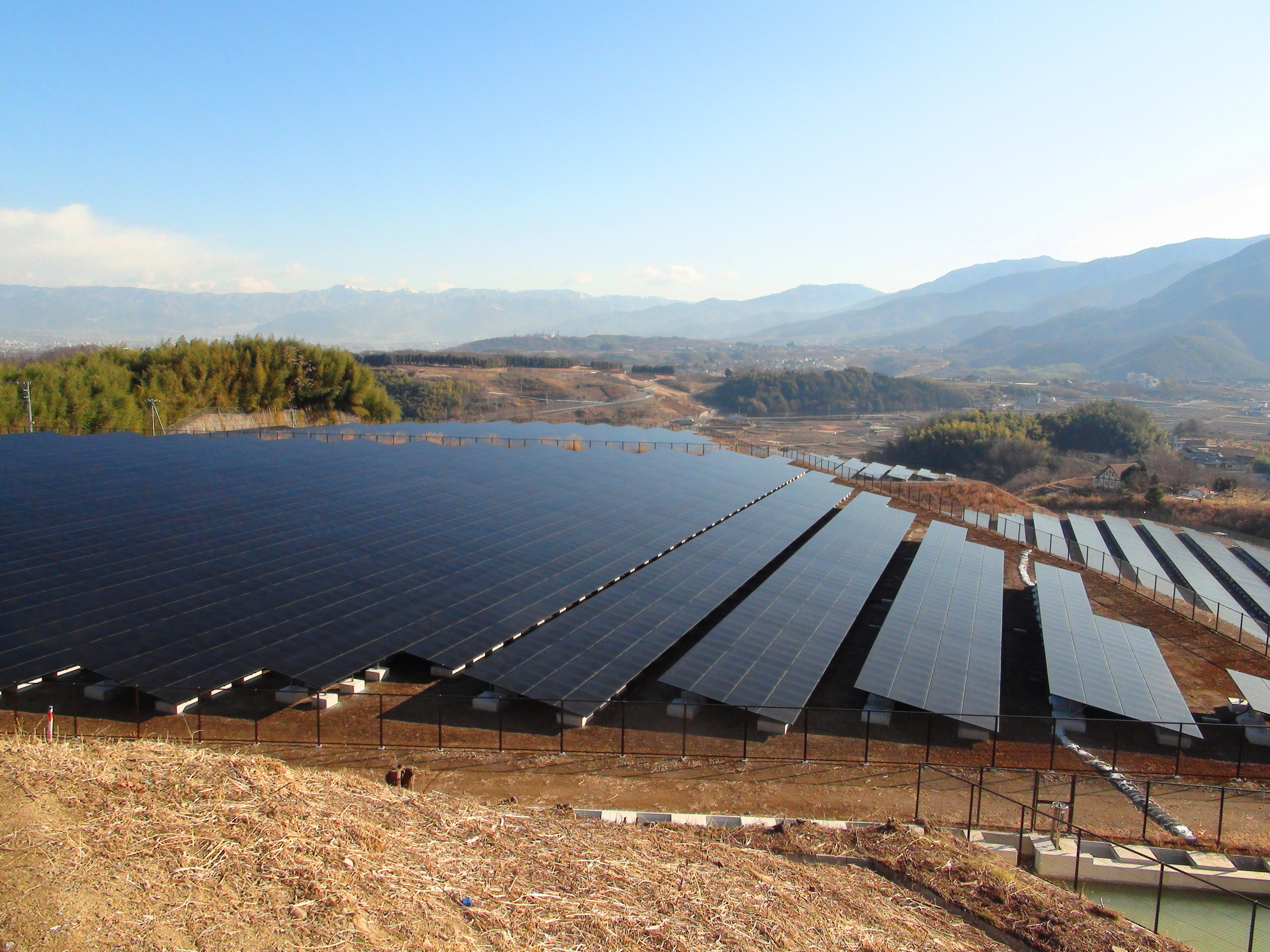
完成した米倉山太陽光発電所。画像の太陽光発電パネルの範囲の出力は700kWで、発電所全体の出力1万kW中の約7パーセントに過ぎない。（2012年1月26日撮影）

米倉山太陽光発電所（こめくらやまたいようこうはつでんしょ）は、山梨県甲府市にある東京電力リニューアブルパワーの太陽光発電所である。
山梨県企業局が土地の提供および普及啓発活動を行なう一方で、東京電力が施設の建設・運営を行う共同実施である。

## 概要
バブル景気に山梨県土地開発公社が、甲府盆地南部の曽根丘陵にある米倉山（こめくらやま、標高380.8m）一帯を造成・開発しようとしたがバブル崩壊により開発は中止され、以後更地のまま放置されていた。その後山梨県土地開発公社の経営が悪化したことから、健全化の一環として米倉山の造成地を買収し県の管理下のもと新たな活用を模索していた。
2009年（平成21年）1月に東京電力は山梨県と共同で米倉山造成地に太陽光発電所の設置計画を発表。出力を1万kWのメガソーラーとし、当初計画では2010年に着工、2011年度中に一部運転開始、2013年度中に全面運転開始する予定であったが、工事方法の見直しにより2012年1月の全面運転開始に計画が前倒しされ、2012年1月27日に営業運転が開始された。
発電所稼動に併せて発電所敷地内には山梨県管理による太陽光発電等PR施設（愛称、ゆめソーラー館やまなし）が、発電稼働翌日の2012年1月28日に開館した。

## 諸元

### 所在地
- 山梨県甲府市下向山町（山梨県所有地）

### 発電設備
- 総出力：10,000kW。
- 面積：約20ha。
- パネル枚数：約8万枚。
- 発電出力：1万kW。
- 年間発電電力：約1,200万kWh（予測値）。
- 年間二酸化炭素削減量：約5,100t。
- 運転開始：2012年（平成24年）1月27日。

## ゆめソーラー館やまなし

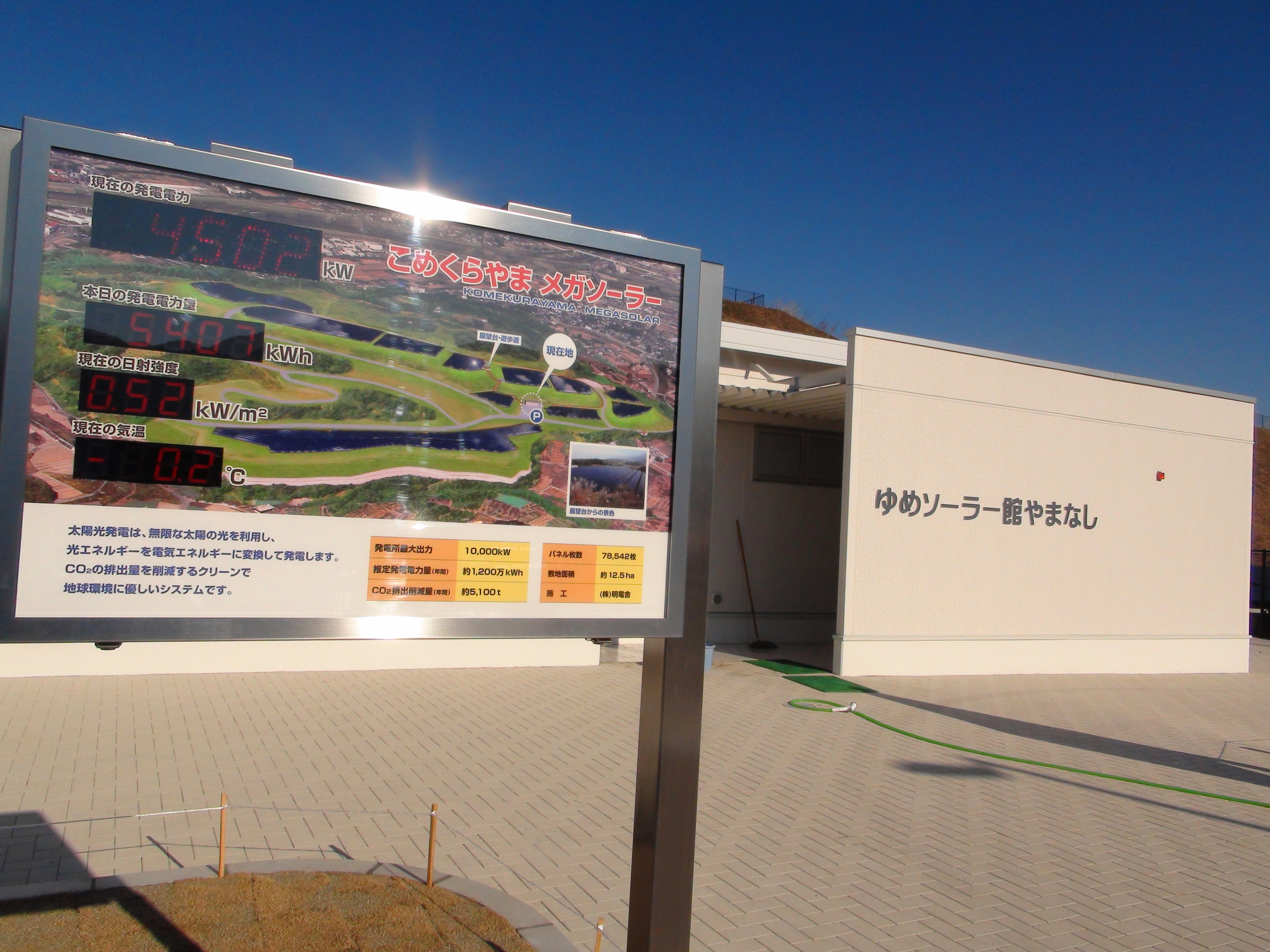
山梨県管理によるPR施設「ゆめソーラー館やまなし」

ゆめソーラー館やまなしでは、太陽光発電と山梨のエネルギーをテーマとした展示を行っている。
実際に、エネルギーの自給自足による「CO2 ゼロ運営」を実証実験できる発電設備として、太陽光発電(最大出力20 kw)および雨水を利用した小水力発電(最大出力1.5 kw)、エネルギー貯蔵としての（水素0.6 Nm3より0.75 kwの発電が可能な）燃料電池等が展示されており、説明だけではなく体感的に再生可能エネルギーや次世代エネルギーについて学習ができるように工夫されている。
また、広大な敷地の一部には発電所を周回する歩道が設けられ、発電パネルを見下ろす展望台が設置されている。